# Zammitello Palace
Zammitello Palace, znany też jako Castello Zammitello (malt. Kastell Zamitellu) lub Zammitello Tower – XIX-wieczny budynek na peryferiach Mġarr na Malcie, przy drodze wiodącej do Ġnejny.
Francis Sant Cassia, właściciel pałacu, został tutaj zamordowany 27 października 1988 roku.

## Historia

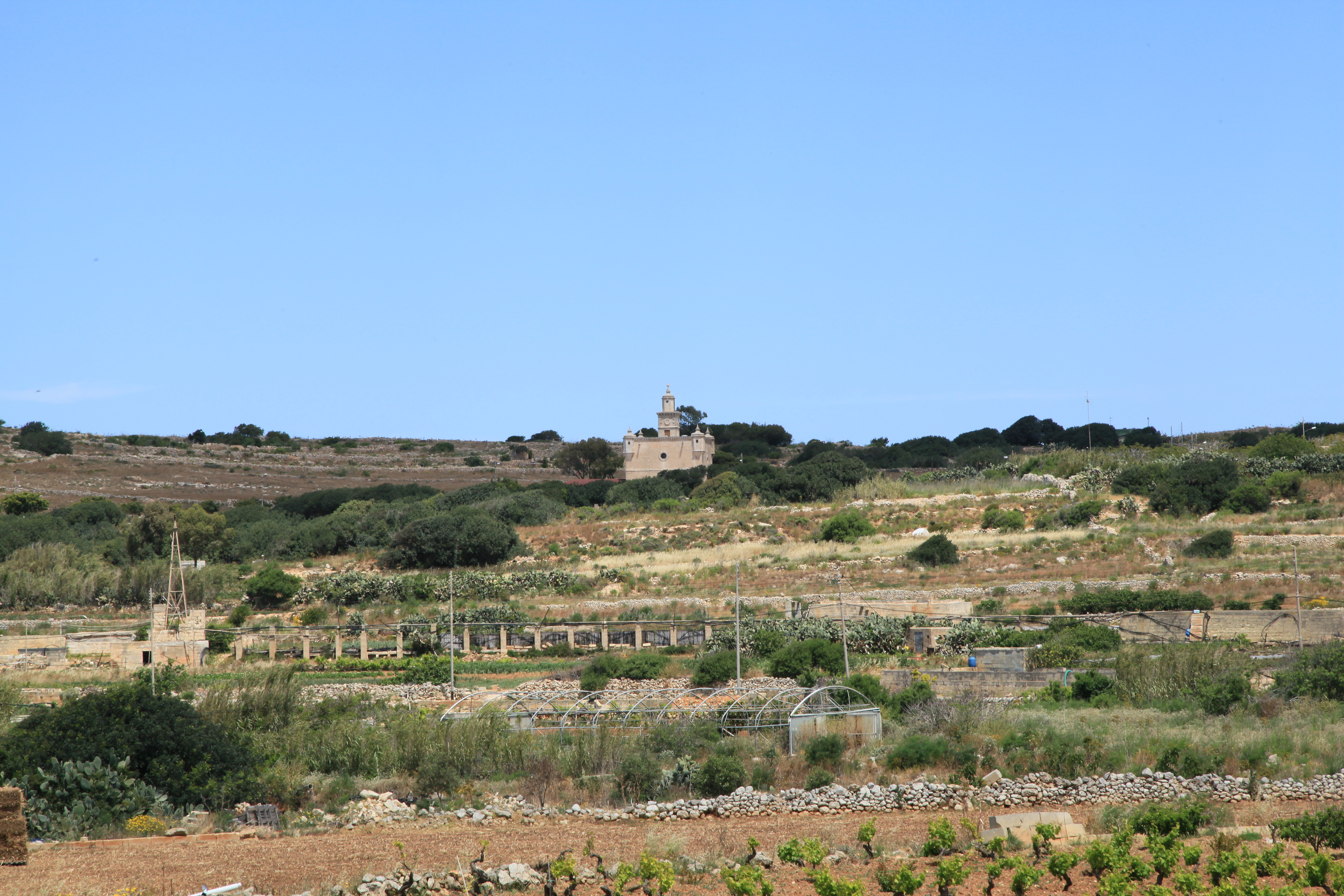
Castello Zammitello z otaczającym go krajobrazem wiejskim

Zammitello Palace jest XIX-wiecznym ozdobnym budynkiem typu folly, zbudowanym na wzór Tower of London. Chociaż przypomina fortyfikację, zdaniem eksperta architektury wojskowej dr Stephena C. Spiteri, jest „całkowicie bezużyteczny z punktu widzenia obronności”. Pałac został zbudowany na początku XIX wieku przez rodzinę Sant Cassia jako miejsce pobytu podczas miesiąca miodowego, choć kilka źródeł datuje go na rok 1675. 27 października 1988 roku właściciel pałacu, Francis Sant Cassia, został w nim zamordowany; rodzina sprzedała budynek wkrótce potem. Jest on obecnie używany do urządzania przyjęć weselnych.